# Dicearc de Lacedemònia
Dicearc de Lacedemònia (Dicaearchus, Dikaíarchos, Δικαίαρχος) fou un escriptor grec deixeble d'Aristarc de Samos. Foren obres seves Περὶ Ἀλκαίου (Sobre Alceu) i ὑποθέσεις τῶν Εὐριπίδου καὶ Σοφοκλέονς μύθων (Assumptes sobre els mites d'Eurípides i Sofocles), que generalment s'havien atribuït a Dicearc de Messana.
Podria ser la mateixa persona que Dicearc de Messana.